# Forchies-la-Marche
Forchies-la-Marche (en wallon Forchiye ), est une ancienne commune de Wallonie située dans la province de Hainaut devenue depuis le 1 janvier 1977 une section de la commune de Fontaine-l'Évêque.
Les habitants de Forchies-la-Marche sont les Filamarchois et les Filamarchoises.

## Géographie
Forchies-la-Marche est située à 11,5 km de Charleroi,  à 3,5 km de Fontaine-l’Évêque, à 6 km de Chapelle-lez-Herlaimont, d’Anderlues et de Roux et à 2 km de Piéton. Le seuil de l’église est à 171 m d’altitude.
Le village se situe sur un terrain légèrement accidenté : sol composé d’argile rougeâtre. Cela permet les activités suivantes : agriculture, charbonnages, chaudronnerie, briquetiers ou encore chainetiers.
Deux ruisseaux (affluents de la Sambre) circulent sur le territoire, dont les sources sont sur le territoire (la Charbonnière et l’Ernelle).

## Évolution démographique
- Sources : INS, Rem. : 1831 jusqu'en 1970 = recensements, 1976 = nombre d'habitants au 31 décembre.

## Histoire
Ce village était autrefois divisé en deux parties, ainsi qu’il résulte de l’acte de donation faite, en 1093, à l’abbaye de Lobbes, par Gauchez, évêque de Cambrai, des deux autels des villages nommés Forchies (Forceie). Il paraît résulter des documents du temps que les deux villages nommés Forchies, en 1093, étaient l’un celui de Forchies-la-Marche et l’autre celui de Piéton, qui, en effet, avant le décret de 1803, faisait partie de la paroisse de Forchies.
Sous le rapport féodal, on distinguait les deux seigneuries de Forchies et de la Marche, comprenant le château, la forteresse et les villes de la Marche et de Forchies. Ces deux seigneuries étaient dès le XVe siècle, réunies en un même fief relevant de la cour féodale de Hainaut. En 1626, il appartenait à Philippe Denrekode, comte de Middelbourghe.
Adrien de Rodoan fut nommé, en 1755, comte de Rodoan et de Forchies-la-Marche.
Une borne qui délimite le comté de Hainaut et la principauté de Liège se trouve en face de l'école des Trieux (prolongement du sentier des Trieux).

## Patrimoine et culture

### Lieux et monuments
Le château de la Marche est flanqué de quatre grosses tours, dont une très ancienne. Le surnom du village vient de son château. Le château est une ancienne forteresse médiévale du XIVe – XVe siècles, réaménagé au XVIIIe siècle.
Forchies-la-Marche compte deux églises :
- Église du Sacré Cœur, édifiée en style néo-roman par l'architecte C. Sonneville en 1912-1913[3] ;
- Église de la Vierge, édifiée par l'architecte E. Carpentier en style néo-gothique en 1870[4],.

Forchies-la-Marche compte plusieurs monuments :
- Stèle commémorative qui rappelle le crash aérien du 3 mars 1945[5] dans le ciel de Forchies[6]. Le souvenir de ces aviateurs reste présent dans les mémoires[7]. Elle est visible place Albert 1er sur le site de l’ancienne gare de Forchies-la-Marche.
- Monument aux morts des 2 guerres. Une œuvre de trois mètres 40 de haut, deux mètres de large. La stèle, érigée en 1921[8] se situe place Albert 1er sur le site de l’ancienne gare de Forchies-la-Marche.

### Culture

#### Folklore

##### Carnaval
Le carnaval a lieu le deuxième dimanche après le mardi-gras. Le cortège se compose de 4 sociétés de gilles : SR Les Volontaires (1936), Les gilles du Centre (1980), les Vrais Amis (1985) et les Gais Lurons (1988). De 6 sociétés de Dames de gilles dont les Dames des Volontaires fondée en 1978. Viennent s’ajouter au cortège Les Pierrots et Pierrettes du Mouligna qui fêtait ses 50 ans de Carnaval.

##### Procession
Le Tour Notre Dame de la Marche, Notre Dame de la Hardiesse se déroule le lundi de Pentecôte.
Cette procession a été accordée par une Bulle du Pape Alexandre III en 1159 et renouvelée par le Pape Pie VII en date du 24 mars 1823, à la demande de Philibert Susenaire, curé de Forchies de 1814 à 1828. Une Marche (Les Marcheurs de la Vierge) escorte la procession, qui a été fondée en 1975, elle fait maintenant partie de l'association des Marches folkloriques de l'Entre Sambre et Meuse. La compagnie est composée de Sapeurs (1988), de Hussards (1990), de Grenadiers (1976), de Vivandières (1996), de Chasseurs (1999), de gendarmes (1977), d'Artilleurs (2010) et de Zouaves (1978)

#### Autres
Une roller-parade organisée par le comité de quartier de Forchies, événement se déroulant annuellement le dimanche le plus proche du 6 septembre.

#### Ésotérisme
- L'Institut Abrasax, paravent d'une poignée de sectes liées à la Wicca[9].

## Enseignement
Forchies-la-Marche compte trois écoles :
- École communale des Trois Bonniers[10] ;
- École Communale des Trieux[11] ;
- École libre du Congo[12].

La fermeture d'une école est occasionnée depuis le 30 juin 2011. Cette école est l'école libre des Trieux.
La salle omnisports de ce village se situe à l'école communale des Trois Bonniers.

## Personnalités
- Nestor Miserez (1902-1968) : Journaliste et rédacteur en chef des journaux quotidiens La Nouvelle Gazette et de La Province, poète et sénateur libéral né à Forchies-la-Marche.